# Município Caungula
Município Caungula är en kommun i Angola.   Den ligger i provinsen Lunda Norte, i den norra delen av landet, 600 km öster om huvudstaden Luanda.
I omgivningarna runt Município Caungula växer huvudsakligen savannskog. Runt Município Caungula är det mycket glesbefolkat, med 4 invånare per kvadratkilometer.